# Mitoma Kaoru
Mitoma Kaoru (三笘 薫 (Tam-Thiêm Huân) sinh ngày 20 tháng 5 năm 1997) là một cầu thủ bóng đá chuyên nghiệp người Nhật Bản hiện đang thi đấu ở vị trí tiền vệ cánh trái cho câu lạc bộ Premier League Brighton & Hove Albion và đội tuyển bóng đá quốc gia Nhật Bản. Anh nổi tiếng nhờ khả năng rê bóng xuất sắc và lối chơi giàu kỹ thuật.

## Sự nghiệp câu lạc bộ

### Những năm đầu
Sinh ra ở Hita, Ōita,  Mitoma tiếp xúc với bóng đá rất sớm và theo tập cùng lứa U-10 của Kawasaki Frontale. Tuy nhiên, khi nhận được lời đề nghị tiếp tục lên chơi cho đội U-18, Mitoma đã từ chối để nhập học trường đại học Tsukuba, một thế lực của bóng đá cấp độ đại học Nhật Bản. Mitoma tuyên bố cảm thấy chưa sẵn sàng để bước vào bóng đá chuyên nghiệp ở tuổi 18, với lý do các cầu thủ trưởng thành từ học viện Kawasaki là Itakura Ko và Miyoshi Koji rất khó khăn trong việc có cơ hội thi đấu thường xuyên cho đội một.
Trong thời gian ở đại học Tsukuba, Mitoma đã được chọn để đại diện cho Nhật Bản thi đấu tại Đại hội thể thao Sinh viên thế giới (Universiade) 2017 và 2019, cũng như Đại hội thể thao châu Á 2018 và Giải đấu Toulon 2019 với đội tuyển U-23 Nhật Bản. Cùng đội bóng trường đại học Tsukuba, Mitoma 3 lần lọt vào đội hình xuất sắc giải vô địch bóng đá các trường đại học vùng Kanto. Thậm chí, đội bóng này còn tiến sâu ở Cúp Thiên Hoàng các năm 2016 và 2017, đánh bại cả những đội bóng J.League như Vegalta Sendai (Mitoma đích thân ghi bàn trận này), YSCC Yokohama và Avispa Fukuoka.

### Kawasaki Frontale
Vào tháng 7 năm 2018, Mitoma đồng ý ký hợp đồng chuyên nghiệp với đội một Kawasaki Frontale bắt đầu từ năm 2020. Phải đến mùa bóng 2020 anh mới có trận ra mắt tại J1 League nhưng lập tức gây ấn tượng mạnh khi ghi 13 bàn thắng, trở thành cầu thủ tân binh thứ 2 trong lịch sử J1 League ghi được 10 bàn trở lên ngay mùa đầu tiên, sau Muto Yoshinori.

### Brighton & Hove Albion
Ngày 10 tháng 8 năm 2021, Mitoma gia nhập đội bóng đang thi đấu tại Premier League là Brighton & Hove Albion theo bản hợp đồng có thời hạn bốn năm và được ngay lập tức đem cho đội bóng thi đấu tại Bỉ là Union SG mượn. Mitoma ghi bàn thắng đầu tiên cho Union SG vào ngày 16 tháng 10, khi anh lập hat-trick trong chiến thắng 4–2 trên sân nhà trước Seraing.
Vào ngày 13 tháng 8 năm 2022, Mitoma có trận ra mắt Premier League cho Brighton, vào sân ở phút thứ 75 thay cho Leandro Trossard trong trận hòa 0–0 với Newcastle United tại Sân vận động Falmer. Anh có trận đá chính đầu tiên cho đội bóng với biệt danh “Chim mòng biển” vào ngày 24 tháng 8, chơi 67 phút trong chiến thắng 3–0 trên sân khách trước đội League One Forest Green Rovers ở vòng hai EFL Cup. Mitoma có trận đá chính đầu tiên tại Premier League vào ngày 29 tháng 10, và anh chính là người chuyền bóng cho Leandro Trossard ghi bàn mở tỷ số ở phút thứ năm trận thắng chung cuộc 4–1 trên sân nhà trước Chelsea. Một tuần sau, anh có bàn thắng đầu tiên cho Brighton từ đường chuyền của Adam Lallana trong chiến thắng chung cuộc 3–2 trước Wolves. Mitoma cũng góp công trong cả hai bàn thắng còn lại của Brighton, đặc biệt pha xâm nhập vòng cấm để tạo ra bàn thắng ấn định chiến thắng ở phút 83 của Pascal Groß. 
Mitoma lại ghi bàn trong trận đấu tiếp theo của Brighton vào ngày 9 tháng 11 giúp Brighton vượt lên dẫn trước trong chiến thắng chung cuộc 3–1 trên sân khách trước Arsenal ở vòng ba EFL Cup.
Tiền đạo chạy cánh người Nhật Bản thi đấu xuất sắc tại Premier League và là trụ cột không thể thay thế trên hàng công của Brighton. Các câu lạc bộ như Barca, Man City và MU đều quan tâm tới Mitoma vì thế HLV Roberto De Zerbi đã nhanh chóng hành động.
Chiều 20/10/2023, trang chủ câu lạc bộ Brighton công bố đội bóng này đã gia hạn hợp đồng thành công với Kaoru Mitoma. Hai bên sẽ gắn bó tới năm 2027 và Mitoma sẽ nằm trong nhóm cầu thủ hưởng lương cao nhất Brighton.

## Sự nghiệp quốc tế
Mitoma lần đầu tiên được triệu tập vào Đội tuyển bóng đá quốc gia Nhật Bản vào tháng 11 năm 2021 để chuẩn bị cho trận đấu tại vòng loại World Cup 2022 với Oman. Anh có trận đấu ra mắt đội tuyển Nhật Bản ngày 16 tháng 11 khi vào sân thay người trong chiến thắng 1–0 trước Oman.
Ngày 24 tháng 3 năm 2022, trong trận đấu thứ hai của Mitoma cho đội tuyển Nhật Bản, anh đã lập cú đúp ở phút 89 và ở phút bù giờ đem về chiến thắng 2–0 trước Úc. Chiến thắng này cũng chính thức giúp đội tuyển Nhật Bản giành vé tham dự FIFA World Cup 2022.
Ngày 1 tháng 11 năm 2022, Mitoma có tên trong danh sách 26 cầu thủ Nhật Bản tham dự FIFA World Cup 2022. Trong trận đấu cuối cùng của vòng bảng gặp Tây Ban Nha vào ngày 1 tháng 12, Mitoma chính là người có đường chuyền quyết định để tiền vệ Tanaka Ao nâng tỷ số lên 2-1 cho Nhật Bản. Tỷ số này giữ nguyên đến hết trận giúp Nhật Bản vào vòng 1/8 với tư cách nhất bảng E và đây là lần đầu tiên trong lịch sử đội tuyển Nhật Bản vượt qua vòng bảng ở hai kỳ World Cup liên tiếp. Pha kiến tạo của Mitoma gây tranh cãi vì ban đầu trọng tài Victor Gomes không công nhận bàn thắng do trọng tài biên thông báo bóng đã trôi hết biên ngang nhưng sau khoảng ba phút hội ý với tổ trọng tài VAR, ông Gomes quyết định công nhận bàn thắng hợp lệ cho Nhật Bản.

## Thống kê sự nghiệp

### Câu lạc bộ
Tính đến ngày 9 tháng 11 năm 2022
| Câu lạc bộ             | Mùa giải            | Giải vô địch        | Giải vô địch | Giải vô địch | Cúp quốc gia | Cúp quốc gia | Cúp liên đoàn | Cúp liên đoàn | Châu lục | Châu lục | Khác | Khác | Tổng cộng | Tổng cộng |
| Câu lạc bộ             | Mùa giải            | Hạng đấu            | Trận         | Bàn          | Trận         | Bàn          | Trận          | Bàn           | Trận     | Bàn      | Trận | Bàn  | Trận      | Bàn       |
| ---------------------- | ------------------- | ------------------- | ------------ | ------------ | ------------ | ------------ | ------------- | ------------- | -------- | -------- | ---- | ---- | --------- | --------- |
| University of Tsukuba  | 2016                | –                   | –            | –            | 1            | 0            | –             | –             | –        | –        | –    | –    | 1         | 0         |
| University of Tsukuba  | 2017                | –                   | –            | –            | 4            | 2            | –             | –             | –        | –        | –    | –    | 4         | 2         |
| University of Tsukuba  | Tổng cộng           | Tổng cộng           | –            | –            | 5            | 2            | –             | –             | –        | –        | –    | –    | 5         | 2         |
| Kawasaki Frontale      | 2018                | J1 League           | 0            | 0            | 0            | 0            | 0             | 0             | –        | –        | –    | –    | 0         | 0         |
| Kawasaki Frontale      | 2019                | J1 League           | 0            | 0            | 0            | 0            | 1             | 0             | –        | –        | –    | –    | 1         | 0         |
| Kawasaki Frontale      | 2020                | J1 League           | 30           | 13           | 2            | 2            | 5             | 3             | –        | –        | –    | –    | 37        | 18        |
| Kawasaki Frontale      | 2021                | J1 League           | 20           | 8            | 0            | 0            | 0             | 0             | 3        | 2        | 1    | 2    | 24        | 12        |
| Kawasaki Frontale      | Tổng cộng           | Tổng cộng           | 50           | 21           | 2            | 2            | 6             | 3             | 3        | 2        | 1    | 2    | 62        | 30        |
| Brighton & Hove Albion | 2021–22             | Premier League      | 0            | 0            | 0            | 0            | 0             | 0             | –        | –        | –    | –    | 0         | 0         |
| Brighton & Hove Albion | 2022–23             | Premier League      | 9            | 1            | 0            | 0            | 2             | 1             | –        | –        | –    | –    | 11        | 2         |
| Brighton & Hove Albion | Tổng cộng           | Tổng cộng           | 9            | 1            | 0            | 0            | 2             | 1             | 0        | 0        | 0    | 0    | 11        | 2         |
| Union SG (mượn)        | 2021–22             | Belgian Pro League  | 27           | 7            | 2            | 1            | –             | –             | –        | –        | 0    | 0    | 29        | 8         |
| Tổng cộng sự nghiệp    | Tổng cộng sự nghiệp | Tổng cộng sự nghiệp | 86           | 29           | 9            | 5            | 7             | 4             | 3        | 2        | 1    | 2    | 106       | 42        |

1. ↑  Bao gồm Emperor's Cup, FA Cup và Belgian Cup
2. ↑  Bao gồm J.League Cup và EFL Cup
3. ↑  Ra sân tại AFC Champions League
4. ↑  Ra sân tại Japanese Super Cup

### Quốc tế
Tính đến ngày 3 tháng 2 năm 2024
| Đội tuyển quốc gia | Năm       | Trận | Bàn |
| ------------------ | --------- | ---- | --- |
| Nhật Bản           | 2021      | 1    | 0   |
| Nhật Bản           | 2022      | 12   | 5   |
| Nhật Bản           | 2023      | 4    | 2   |
| Nhật Bản           | 2024      | 3    | 0   |
| Tổng cộng          | Tổng cộng | 20   | 7   |

Tính đến ngày 20 tháng 6 năm 2023
Tỷ số và kết quả liệt kê bàn thắng của Nhật Bản được tính trước, cột tỷ số cho biết tỷ số sau mỗi bàn thắng của Mitoma.
| # | Ngày                | Địa điểm                                    | Đối thủ  | Bàn thắng | Kết quả | Giải đấu                      |
| - | ------------------- | ------------------------------------------- | -------- | --------- | ------- | ----------------------------- |
| 1 | 24 tháng 3 năm 2022 | Sân vận động Australia, Sydney, Úc          | Úc       | 1–0       | 2–0     | Vòng loại FIFA World Cup 2022 |
| 2 | 24 tháng 3 năm 2022 | Sân vận động Australia, Sydney, Úc          | Úc       | 2–0       | 2–0     | Vòng loại FIFA World Cup 2022 |
| 3 | 2 tháng 6 năm 2022  | Sapporo Dome, Sapporo, Nhật Bản             | Paraguay | 3–1       | 4–1     | 2022 Kirin Challenge Cup      |
| 4 | 10 tháng 6 năm 2022 | Sân vận động Noevir Kobe, Kobe, Nhật Bản    | Ghana    | 2–1       | 4–1     | 2022 Kirin Cup                |
| 5 | 23 tháng 9 năm 2022 | Merkur Spiel-Arena, Düsseldorf, Đức         | Hoa Kỳ   | 2–0       | 2–0     | 2022 Kirin Challenge Cup      |
| 6 | 28 tháng 3 năm 2023 | Sân vận động Yodoko Sakura, Osaka, Nhật Bản | Colombia | 1–0       | 1–2     | 2023 Kirin Challenge Cup      |
| 7 | 20 tháng 6 năm 2023 | Sân vận động Toyota, Toyota, Nhật Bản       | Perú     | 2–0       | 4–0     | 2023 Kirin Challenge Cup      |

## Danh hiệu

### Câu lạc bộ
Kawasaki Frontale
- J1 League: 2020
- Cúp Thiên Hoàng: 2020
- Siêu cúp Nhật Bản: 2021

### Cá nhân
- Đội hình tiêu biểu J.League: 2020[6]